# Kuzunoha

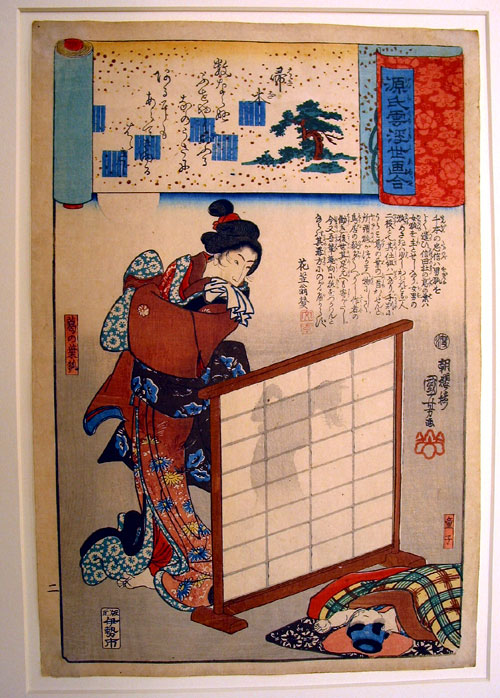
La renarde Kuzunoha par Kuniyoshi. Notez l'ombre de sa forme originelle projetée sur le paravent.

Kuzunoha 葛の葉, qui s’écrit aussi Kuzu-no-Ha, signifie « feuille de kudzu » et est le nom d’une bake-kitsune, renarde dotée de pouvoirs magiques dans le folklore japonais. La légende affirme qu’elle est la mère d'Abe no Seimei, le célèbre onmyōji.
Kuzunoha-Kitsuné, également intitulée Shinoda-Zuma (信太妻 ou 信田妻), est une pièce de jōruri ancien narrant les aventures de Kuzunoha. Cette pièce fut elle-même adaptée au Kabuki, sous le titre de Kuzunoha.

## Légende

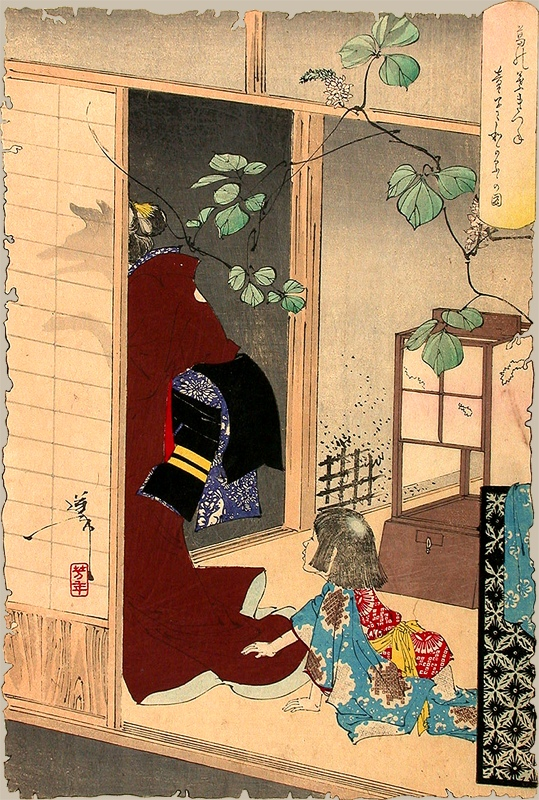
Kuzunoha quittant son enfant par Yoshitoshi.

Nous sommes sous le règne de l'empereur Murakami (926-(947)-967), Ishikawa Zaemon de la province de Kawachi-no-kuni près de l'actuelle Osaka, entend faire chasser le renard dans la forêt de Shinoda dans la province voisine de Izumi afin d'extraire le foie de l'animal et soigner son épouse souffrante. Ce remède lui a été indiqué par son frère aîné Ashiya Dôman.
Le jeune noble Abe no Yasuna, en route pour visiter un lieu saint au village de Shinoda (信太村, Shinoda-mura), dans la province de Settsu, rencontre un jeune commissaire militaire chassant des renards pour obtenir leurs foies afin de les utiliser comme remèdes. Yasuna, pris de pitié pour l'animal, combat le chasseur, recevant plusieurs blessures, et réussit à libérer le renard blanc pris au piège. Par la suite, une belle femme nommée Kuzunoha arrive et l'aide à retourner chez lui.
En réalité, cette femme est le renard qu'il a sauvé ayant adopté une forme humaine pour pouvoir soigner ses blessures. Elle lui rend souvent visite durant sa convalescence, ils tombent amoureux  et se marient. Plus tard, ils ont un fils, Seimei (dont le nom à l’enfance est Dôji), qui se montre prodigieusement intelligent. Kuzunoha se rend compte que son fils a hérité d’une partie de sa nature surnaturelle.
Plusieurs années plus tard, tandis que Kuzunoha observe quelques chrysanthèmes, enchantée par la vision de ces fleurs, elle oublie de garder son apparence humaine et son fils aperçoit le bout de sa queue. Découverte, elle doit quitter les siens, et elle se prépare à retourner à la vie sauvage. Elle laisse derrière elle un poème d’adieu, demandant à son mari Yasuna de venir la voir dans la forêt de Shinoda.
Yasuna et son fils fouillent les bois, elle leur apparait enfin sous sa forme de renard. Elle révèle qu'elle est le kami, ou l'esprit divin, du lieu saint de Shinoda ; elle donne à son fils Seimei un cadeau qui lui permet de comprendre le langage des animaux.
Puis, ils se séparent. Quelques années plus tard, Dôji, qui a pris le nom de Seimei, étudie la cosmologie Tenmon-dô et, grâce au pouvoir des trésors reçus de sa mère, il parvient à guérir l'empereur malade.
Dôji deviendra célèbre par la suite sous le nom de Abe no Seimei, grand maître de Onmyô-dô, cosmologie ésotérique japonaise. Toutefois, victime d'une médisance ourdie par  Ashiya Dôman, il est poussé à un tournoi de prédications, mais il le remporte. Il fait revenir à la vie son père tué par Dôman. Ayant entamé un procès auprès des autorités impériales, Dôman est condamné à avoir la tête tranchée. Seimei devient un grand maître de cosmologie Tenmon-dô.

## Pièces de théâtre
Kuzunoha figure dans les répertoires des théâtres de ningyô-jôruri, kabuki et de bunraku.
- La pièce de Sekkyo-bushi « Shinoda-zuma » (信太妻・信田妻)
- Le chant jiuta intitulé  «  Konkai » （狐回）daté des environs 1690. On dit qu'il s'agit d'un chant joué qui a été écrit pour un morceau de travestissement.
- La pièce de Jôruri écrite par Kinokaion « Shinoda-mori » (「信田森女占」) en 1703
- La pièce de Jôruri écrite par Takeda Izumo « Ashiya Dôman Oouchi Kagami » (蘆屋道満大内鑑 ) en 1734.
- La pièce de Kabuki  « Ashiya Dôman Oouchi Kagami » (蘆屋道満大内鑑 ) en 1735, adaptation en cinq tableaux de la pièce de Jôruri du même titre. Le quatrième tableau intitulé « Kuzunoha » ou « Le renard de Shinoda » est souvent joué  indépendamment. Contrairement aux autres pièces, Kuzunoha est forcée de partir, non pas parce que Seimei a entrevu sa queue, mais parce que la véritable princesse apparaît inopinément.

## Œuvres autour du thème de «Kuzu-no-ha»
- Gyokuzan Hōhashi écrit « Ayakashi no Monogatari » (阿也可之譚) en 1806.
- Kyokutei Bakin écrit « Katakiuchi Urami Kuzunoha » (敵討裏見葛葉 ) en 1807
- Le chant de Goze, chanteuses aveugles itinérantes « Kuzunoha kowakare » 「葛の葉子別れ」
- Le film intitulé «Koi ya koi nasuna koi »  「恋や恋なすな恋」(The Mad Fox) de Tomu Uchida en 1962.
- Sakyo Komatsu écrit « Onna-kitsune »    「女狐」en 1967
- Seishi Yokomizo écrit « Kurumaido-ha naze kishiru » (『車井戸はなぜ軋る』 ) en 1973
- Osamu Tezuka dessine « Akuemon »  「悪右衛門」 en 1973
- Tsujii Takashi écrit « Kitsune no Yomeiri »  「狐の嫁入り」en 1976
- Mari Fujiwara écrit « Himesama-ni negai-o » (『姫神さまに願いを』 ) en 1998-2006
- Sakyo Komatsu et Kiriya Takahashi écrivent  « Abe Seimei Tenjin Sôkan no Maki »  『安倍晴明 天人相関の巻』 en 2002
- Katsumi Nishino écrit « Kanokon » en 2005
- Dans les pièces de Rakugo « Tenjin-yama » 「天神山」 ou  « Kuzunoha »  des esprits renards ayant pris une apparence féminine se rendent chez les hommes qui les ont libérés. Les vers de Kuzunoha sont pastichés, «  Si tu m'aimes, viens donc à moi/me voici dans les grands bois/ du Mont Méridional de Tenjin-yama ».

## Ouvrages critiques du mythe
(ja) Shinobu Orikuchi, Shinoda-zuma no hanashi »  「信田妻の話」, Tokyo, Chûô kôron-sha、中央公論社, coll. « In Œuvres complètes volume 2、『折口信夫全集』第二巻 »,‎ 1965
(ja) Takagi  Gen, Edo yomihon no  Kenkyû Jûkyû seiki shôsetu-yôshiki 『江戸読本の研究－十九世紀小説様式攷－』, Tokyo, Pelikan-sha,‎ 1995
(ja) Echigo no Goze-san » 越後の瞽女 さん, Tokyo, Tomoe no oheya ,, coll. « « Hôgaku  news » Vol.190 »,‎ 2002
(ja) Sekkyô to sono shiyô  (説経とその枝葉), Tokyo, Nihon Densetsu Ingaku wo Mamoru Kai, coll. « « Hôgaku  news » Vol.190 »,‎ 2001
(ja) Mizukami Tsutomu 　水上勉, Sekkyô-bushi wo yomu 説経節を読む, Tokyo, Iwanami-shoten 岩波書店, coll. « Iwanami gendai bunko - bungei 121 »,‎ 2007, 1re éd., 308 p. (ISBN 978-4-00-602121-4), p.197-238

## Izumi
À Izumi, ville de la préfecture d'Osaka, se trouve un lieu saint Kuzunoha Inari dont on dit qu’il a été construit à l'endroit d’où Kuzunoha est partie, laissant son poème d’adieu sur un paravent de soie. 
Le poème lui-même est devenu célèbre :
恋しくば Koishiku ba

尋ね来て見よ tazunekite miyo

和泉なる izumi naru

信太の森の shinoda no mori no

うらみ葛の葉 urami kuzunoha
Le folkloriste Kiyoshi Nozaki offre la traduction suivante en anglais :
If you love me, darling, come and see me.

You will find me yonder in the great wood

Of Shinoda of Izumi Province where the leaves

Of arrowroots always rustle in pensive mood.
Ce qui peut se traduire en français :
Si vous m'aimez, chéri, venez me voir.

Vous me trouverez là-bas dans le grand bois

De Shinoda de la province d'Izumi où les feuilles

De kudzu bruissent toujours d’humeur songeuse.
Un étang dans le secteur a été désigné comme un site historique de la ville de Izumi en souvenir de la légende.